# Twin Cinema
Twin Cinema är ett album av den kanadensiska indierockgruppen The New Pornographers som släpptes 23 augusti 2005.

## Låtlista
1. "Twin Cinema" (A.C. Newman) - 2:59
2. "The Bones of an Idol" (A.C. Newman) - 2:51
3. "Use It" (A.C. Newman) - 3:26
4. "The Bleeding Heart Show" (A.C. Newman) - 4:27
5. "Jackie, Dressed in Cobras" (Dan Bejar) - 3:06
6. "The Jessica Numbers" (John Collins, A.C. Newman) - 3:06
7. "These Are the Fables" (A.C. Newman) - 3:29
8. "Sing Me Spanish Techno" (A.C. Newman) - 4:16
9. "Falling Through Your Clothes" (A.C. Newman) - 2:53
10. "Broken Breads" (Dan Bejar) - 3:00
11. "Three or Four" (A.C. Newman) - 3:07
12. "Star Bodies" (A.C. Newman) - 4:07
13. "Streets of Fire" (Dan Bejar) - 2:41
14. "Stacked Crooked" (A.C. Newman) - 4:18